# Kertész Zsuzsa (vízilabdázó)
Dunkel Zsuzsanna (születési név: Kertész, Budapest, 1965. december 28. –) világ- (1994) és Európa-bajnok (1991) magyar vízilabdázónő. Az első magyar női vízilabda-válogatott tagja.